# Moenkhausia cotinho
Moenkhausia cotinho är en fiskart som beskrevs av Eigenmann, 1908. Moenkhausia cotinho ingår i släktet Moenkhausia och familjen Characidae. Inga underarter finns listade i Catalogue of Life.